# 京都市立朱雀第一小学校
京都市立朱雀第一小学校（きょうとしりつ すざくだいいちしょうがっこう）は京都府京都市中京区壬生朱雀町にある公立小学校。

## 沿革
朱雀第一小学校の前身となる朱雀野尋常小学校の開校まで、葛野郡朱雀野村域の児童は西院・山ノ内・西京・三条台・壬生・郡の各村の組合により1873年（明治6年）に開校した西院尋常小学校（現在の京都市立西院小学校）に通学していた。
- 1904年（明治37年）4月 - 京都府葛野郡朱雀野尋常小学校として開校[4][2]。
- 1918年（大正7年）4月 - 京都市編入により京都市立壬生尋常小学校と改称[4]。
- 1923年（大正12年）
  - 4月 - 高等科を設置し、京都市立壬生尋常高等小学校と改称[4]。
  - 8月 - 京都市立朱雀第一尋常高等小学校と改称[4]。
- 1941年（昭和16年）4月 - 国民学校令により京都市立朱雀第一国民学校と改称[4]。
- 1947年（昭和22年）4月 - 学制改革により京都市立朱雀第一小学校と改称[4][5]。

## 通学区域
通学区域は、後述する「#朱雀第一学区」の範囲から西ノ京栂尾町・壬生神明町の全部と西ノ京小倉町・西ノ京星池町・壬生天池町・壬生花井町の一部を加えたものである。

## 卒業後の進路
市立中学校に進学する場合、朱雀第一学区および西ノ京星池町については京都市立中京中学校、それ以外の区域（朱雀第五学区に当たる）については京都市立朱雀中学校に通学する。

## 交通アクセス
公共交通機関の最寄駅・停留所は以下のとおり。
鉄道
- 京都市営地下鉄東西線・JR山陰本線（嵯峨野線） 二条駅

路線バス
- 京都市営バス・西日本JRバス 千本三条・朱雀立命館前停留所

## 朱雀第一学区
朱雀第一学区（すざくだいいちがっく）は、京都市の学区（元学区）のひとつ。京都市中京区に位置する。朱雀第一小学校のかつての通学区域を範囲とする、京都市の地域自治の単位となっている。
朱雀第一学区の名称の朱雀のもととなるのは明治22年（1889年）の町村制施行に伴い、聚楽廻、西京村、壬生村が合併して成立した朱雀野村である。朱雀野村は大正7年（1918年）に西院村の一部と共に京都市下京区（当時）に編入され、編入された区域は下京第34学区となった。
下京第34学区は、昭和4年（1929年）に、学区名が小学校名により改称され、上京区・下京区から、左京区・中京区・東山区が分区されると、朱雀学区となり、中京区に属した。
学区内には、明治37年（1904年）に朱雀野小（のちに朱雀第一小と改称）が創立し、大正元年（1912年）には朱雀野第二小（のちに朱雀第二小と改称）、大正10年（1921年）には松原小（のちに朱雀第三小と改称）、昭和4年（1929年）に朱雀第四小、昭和5年（1930年）に朱雀第五小、昭和7年（1932年）に朱雀第六小、昭和8年（1933年）に朱雀第七小、昭和12年（1937年）に朱雀第八小が創立された。
昭和16年（1941年）に国民学校令の施行により学区の根拠が失われ（京都市の学区そのものは昭和17年（1942年）に廃止）、昭和16年6月に国民学校の通学区域を単位とする町内会連合会が発足。朱雀第一国民学校の通学区域を単位として朱雀第一町内会連合会が設置され、戦後のポツダム政令による解体ののち、住民自治の単位である現在の朱雀第一学区となった。

### 地理
朱雀第一学区は、中京区の中央部に位置し、北側が朱雀第六学区、西側が朱雀第五学区、南側が朱雀第三学区、東側が教業学区（二条城含む。）・乾学区と接する。区域は、おおむね東は神泉苑通の西、北は押小路通、西は千本通、南は四条通であり、壬生及び西ノ京を冠称する町の一部から構成される。壬生を冠する町は近世の壬生村であり、西ノ京を冠する町は近世の三条台村（二条御城廻）にあたる。面積は0.499 平方キロメートルである。

### 人口・世帯数
京都市内では、おね元学区を単位として国勢統計区が設定されており、朱雀第一学区の区域に設定されている国勢統計区（中京区第7国勢統計区）における令和2年（2020年）10月の人口・世帯数は9,920人、5,874世帯である。

### 朱雀第一学区の通り

#### 東西の通り
- 押小路通
- 御池通
- 姉小路通
- 三条通
- 六角通
- 蛸薬師通

#### 南北の通り
- 壬生川通
- 矢城通
- 美福通
- 坊城通
- 千本通

#### 斜行する通り
- 後院通

### 朱雀第一学区の公称町名
- 西ノ京職司町
- 西ノ京池ノ内町
- 西ノ京勧学院町
- 西ノ京北聖町
- 西ノ京南聖町
- 壬生馬場町
- 壬生朱雀町
- 壬生御所ノ内町
- 壬生坊城町
- 壬生花井町[町 1]
- 壬生天池町[町 1]
- 西ノ京東栂尾町

1. 1 2  JR山陰本線（嵯峨野線）以東が朱雀第一学区に含まれる。以西は朱雀第五学区となる。

### 交通
鉄道
- JR山陰本線（嵯峨野線）二条駅
- 京都市営地下鉄東西線 二条駅

路線バス
- 京都市営バス 京都バス 西日本JRバス 停留所
  - 二条駅前
  - 千本旧二条
- 京都市営バス 西日本JRバス 停留所
  - 千本三条・朱雀立命館前
- 京都市営バス 京都バス 停留所
  - 壬生寺道
- 京都市営バス 停留所
  - みぶ操車場前
  - 二条駅西口

### 主な施設
教育機関
- 佛教大学二条キャンパス（西ノ京東栂尾町）
- 立命館大学朱雀キャンパス（西ノ京東栂尾町[注釈 9]）
- 京都府立朱雀高等学校（西ノ京式部町）
- 京都市立中京中学校（西ノ京北聖町）
- 京都市立洛中小学校（壬生坊城町）
- 京都市立朱雀第一小学校（壬生朱雀町）

公的機関
- 京都府警察中京警察署（壬生坊城町）

その他
- 京都西ノ京職司郵便局（西ノ京職司町）

### 歴史
史跡
- 平安京大内裏
  - 式部省
- 平安京
  - 大学寮
  - 弘文院
  - 勧学院
  - 奨学院
- 京都町奉行
  - 東町奉行所（西ノ京職司町）[14]
  - 西町奉行所（西ノ京北聖町）[15]
- 若狭小浜藩邸跡（西ノ京池ノ内町）[16]